# Elizabeth Shoumatoff
Elizabeth Shoumatoff, née le 6 octobre 1888 à Kharkiv (Empire russe) et morte le 30 novembre 1980 à Glen Cove (États-Unis), est une peintre américaine principalement connue pour avoir exécuté un portrait du président américain Franklin D. Roosevelt.

## Biographie
Née dans une famille aristocratique de la Russie impériale, son père est un général du Tsar, son éducation artistique commence enfant et se poursuit à Saint-Pétersbourg. Marié à un Russe chargé des achats russes aux États-Unis, ils s'y réfugient en 1917 et s'installent à Long Island où son mari se noie sur la Jone Beach. La jeune veuve se lance alors dans la peinture.

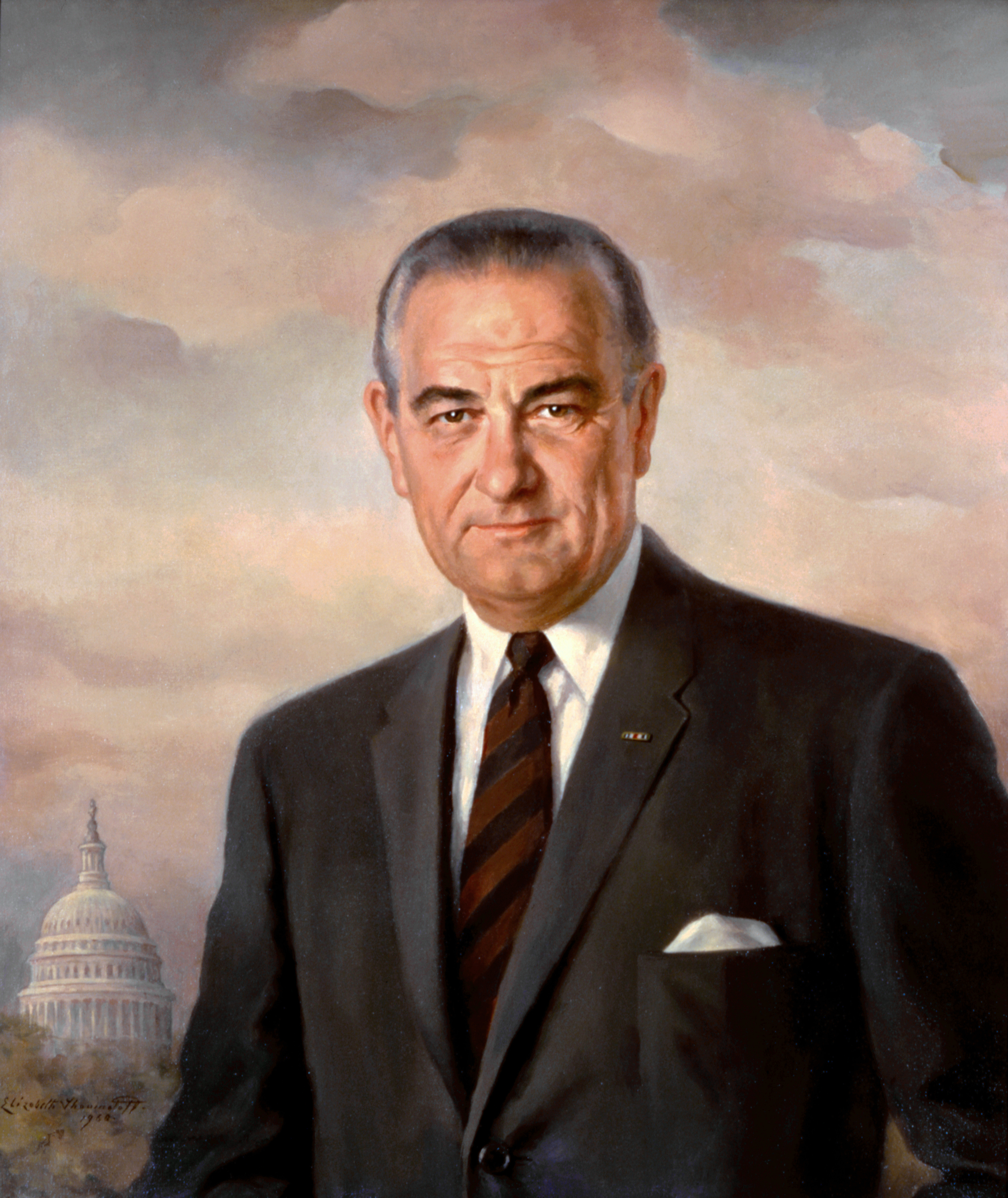
Portrait du président Lyndon B. Johnson (1968).

Son talent de portraitiste la rend célèbre et plusieurs familles illustres américaines et européennes lui passent des commandes dont les Frick, du Pont, Mellon, Woodruff et Firestone et la famille grand-ducale du Luxembourg. Elle fait ainsi la connaissance de Lucy Rutherfurd, maîtresse de Roosevelt, avec laquelle elle se lie d'amitié. Elle assiste à la mort de Roosevelt d'une hémorragie cérébrale le 12 avril 1945, alors qu'elle peignait son portrait à Warm Springs (Géorgie) le 12 avril 1945. Ce portrait connu comme l’Unfinished Portrait est exposé à la Little White House, résidence de villégiature du président Roosevelt en Géorgie et où il est mort et aujourd'hui transformé en musée.

## Publication
- (en) FDR's Unfinished Portrait: A Memoir par Elizabeth Shoumatoff